# Козельненский сельский совет (Недригайловский район)
Козельненский сельский совет (укр. Козельненська сільська рада) — входит в состав
Недригайловского района
Сумской области
Украины.
Административный центр сельского совета находится в 
с. Козельное
.

## Населённые пункты совета
- с. Козельное
- с. Гаврики
- с. Хорол
- с. Кинашово
- с. Саево
- с. Тимченки
- с. Черцы